# Battaglia di Wolgast
La battaglia di Wolgast si svolse il 12 agosto 1628 in Pomerania, tra le forze danesi del re Cristiano IV e le forze imperiali al comando di Albrecht von Wallenstein. Fu l'ultima battaglia della fase danese della Guerra dei trent'anni.
Cristiano, dopo il successo riportato nella battaglia di Stralsunda, che aveva permesso alla Danimarca di mantenere una testa di ponte in territorio imperiale, decise di assemblare un nuovo esercito. Il re sbarcò inizialmente le sue truppe sull'isola di Usedom, che nel 1630 sarebbe stata scelta come base anche dal re di Svezia Gustavo II Adolfo per la sua invasione della Germania.
Dopo essere avanzato nell'entroterra, Cristiano occupò la città di Wolgast ma venne costretto alla scontro aperto dalle forze di Wallenstein. Schiacciato dalla superiorità numerica e dai cannoni degli imperiali, il re di Danimarca venne pesantemente sconfitto e riuscì a stento ad evitare la cattura.
La sconfitta di Wolgast segnò la fine delle operazioni anfibie coordinate da Cristiano IV contro l'Impero. Il re firmò con l'Imperatore la pace di Lubecca, il 22 maggio 1629, con la quale ritornava in possesso dei propri territori ma rinunciava ad ogni ingerenza nell'Impero.